# Пивско језеро
Пивско језеро је вештачко језеро у Црној Гори. Налази се на северозападу земље у општини Плужине. Површина језера је 12,5 km², дужина 45 km, а највећа дубина је 188 m. Надморска висина износи 675 m, што га чини највећим вештачким језером у земљи.

## Настанак
Језеро је настало преградом кањона реке Пиве, изградњом високе бране од 220 m. Изградња бране почела је 1967. године и завршена је 1975. Настанком језера потопљено је старо насеље Плужине, као и манастир Пива, који је премештен на нову локацију. Језеро се користи за потребе хидроелектране Пива и представља главни енергетски потенцијал земље.

## Остало
Пивско језеро представља језеро са најпиткијом водом на Балкану. Језеро има зеленкасто-плаву боју, и представља један од најлепших локалитета у региону, упркос што није природна, већ вештачка творевина. Његову лепоту истиче много по чему чудесан кањон реке Пиве, као и чиста природа у околини. Језеро је пловно целе године, температура купања је лети повољна, вода је чиста и бистра што погодује развоју разних водених спортских активности као што је пецање, које је дозвољено, а на разним местима постоје мреже са пецање рибе.